# Liste des hôtels à Dubaï
Ceci est une liste des hôtels à Dubaï. 
Dubaï a le plus haut taux d'occupation d'hôtel dans le monde. En 2006, le taux d'occupation des hôtels de Dubaï a été de 86 %, le plus élevé jamais pour l'émirat.

## Statistiques
(décembre 2019).
Ci-dessous sont présentées les données publiées par le Department of Tourism and Commerce Marketing (DTCM) :
- le nombre d'hôtels à Dubaï en septembre 2010 était de 566, soit une hausse de 7 % du 530 de 2009 ;
- en 2012, les revenus des hôtels ont augmenté de 17,9 % à l'AED de 18.82 milliards de dollars ;
- en 2012, les clients des hôtels étaient de 9,96 millions, une augmentation de 9,5 % par rapport à 9,1 millions en 2011[3] ;
- le taux d'occupation des appartements des hôtels a augmenté, passant de 67,2 % en 2009 à 68,8 % pour 2010.

## Liste des hôtels terminés

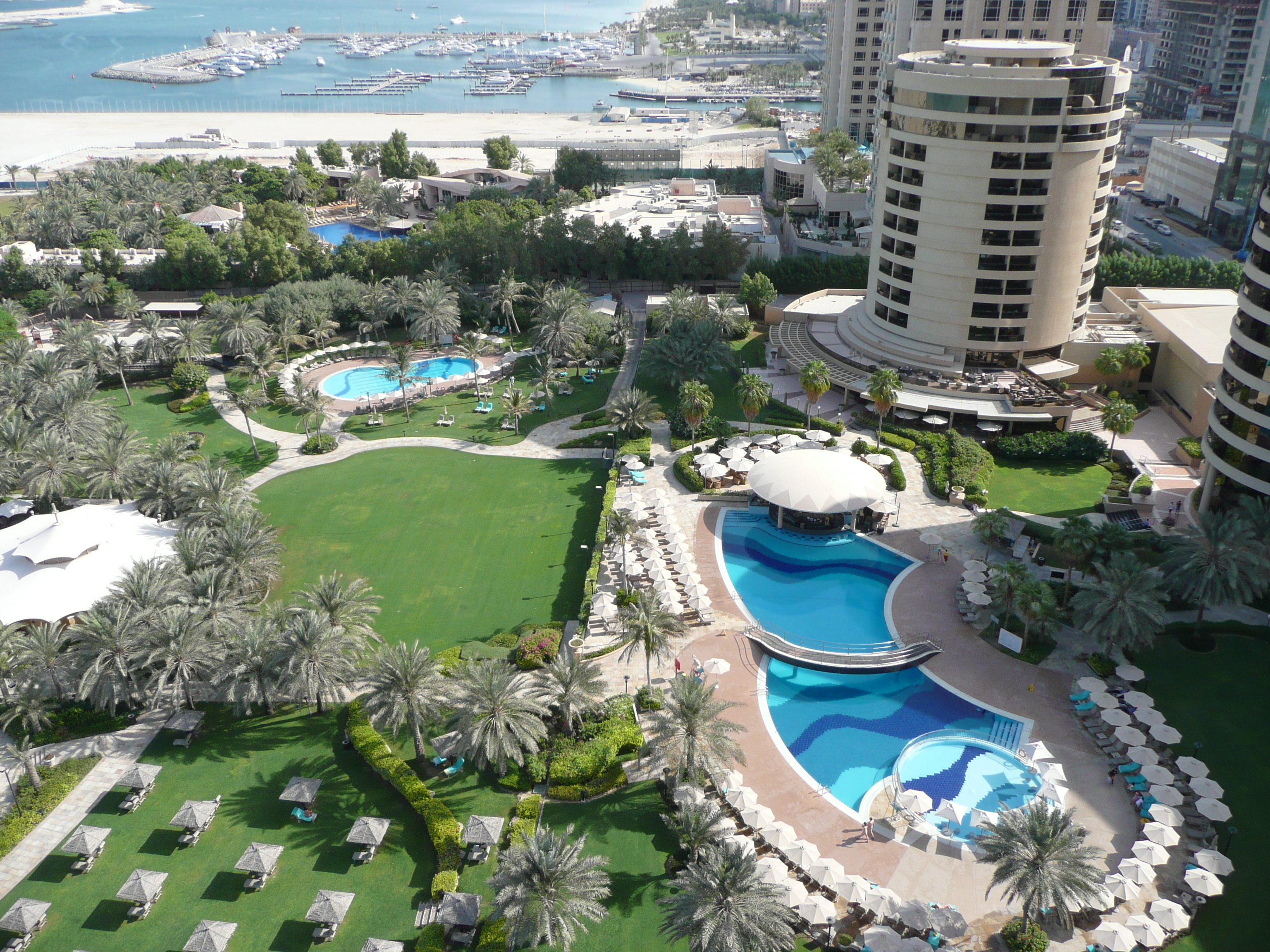
Le Royal Méridien Beach Resort et Spa.

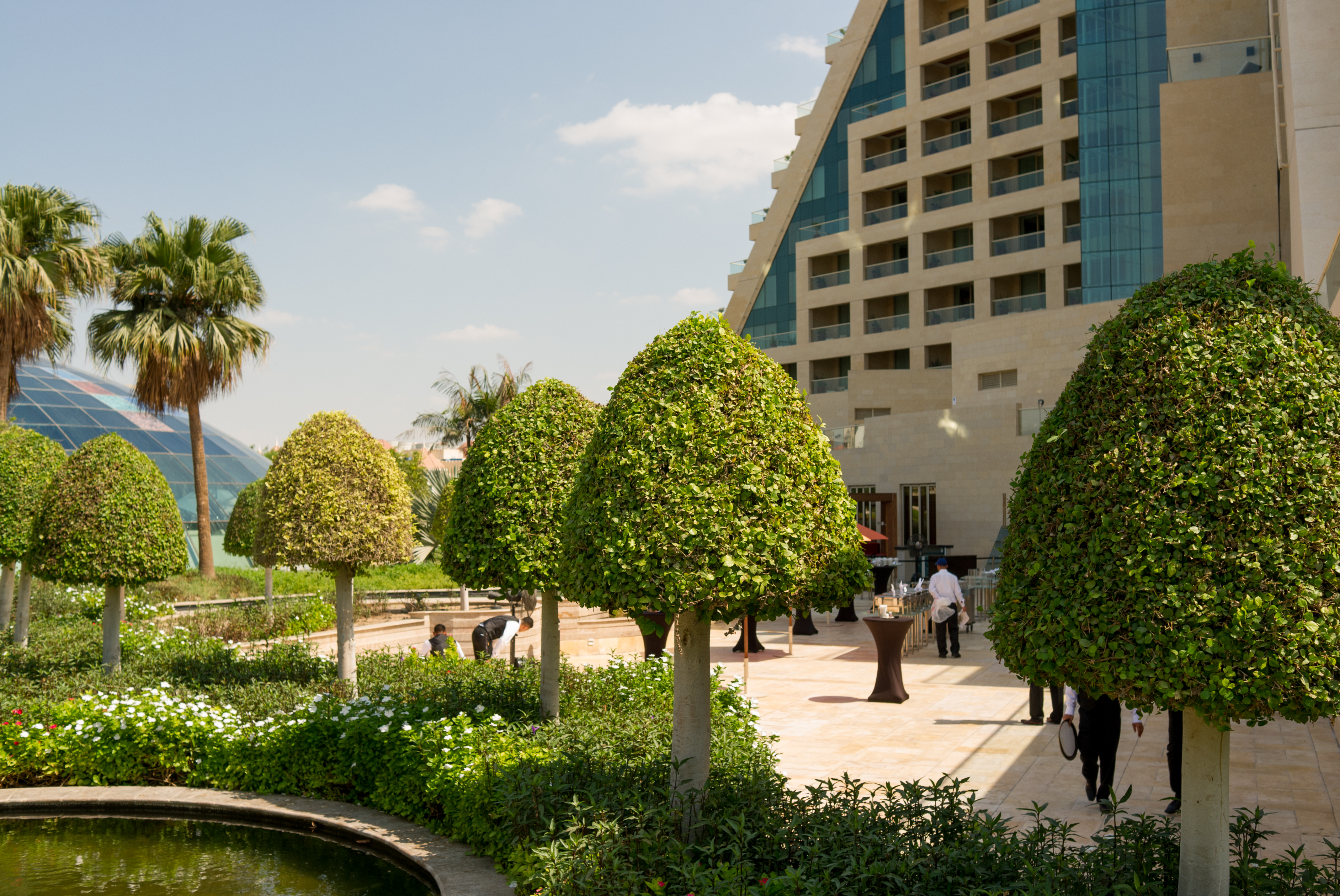
Hôtel Raffles Dubai.

| Rang | Hôtel                                    | Location                                         | Nombre de chambres | Notes | Références |
| ---- | ---------------------------------------- | ------------------------------------------------ | ------------------ | --- | ---------- |
| 1    | Atlantis, The Palm                       | Palm Jumeirah                                    | 1 537              | Hôtel cinq étoiles ; un des hôtels les plus chers du monde                                                        |            |
| 2    | Al Bustan Rotana Hotel                   | Al Garhoud                                       | 275                | | [ 4 ]      |
| 3    | Al Maha Desert Resort                    | Al Ain Road                                      | 42                 | Hôtel cinq étoiles                                                                                                |            |
| 4    | Burj Al Arab                             | Jumeirah Beach Road                              | 205                | Hôtel cinq étoiles; souvent appelé le seul hôtel à sept étoiles au monde; le douzième hôtel le plus cher du monde | ,          |
| 5    | Al Qasr Madinat Resort Jumeirah          | Madinat Jumeirah                                 | 292                | Hôtel cinq étoiles                                                                                                |            |
| 6    | Bab Al Shams Desert Resort & Spa         | Jumeirah                                         | 113                | Hôtel cinq étoiles                                                                                                |            |
| 7    | Jumeirah Carlton Tower                   | Baniyas St.                                      | 158                | Hôtel quatre étoiles; un des plus vieux hôtels                                                                    |            |
| 9    | Emirates Concorde Hotel & Suites         | Al Maktoum Steet, Creek Side                     | 176                | | [ 7 ]      |
| 10   | Armada Bluebay Hotel                     | Jumeirah Lake Towers                             | 350                | Hôtel quatre étoiles                                                                                              | [ 8 ]      |
| 11   | Two Seasons Hotel & Apartments           | Internet City, Sheikh Zayed Road                 | 1 010              | Hôtel quatre étoiles                                                                                              | [ 9 ]      |
| 12   | Dar Al Masyaf Hotel                      | Madinat Jumeirah                                 | 290                | Hôtel cinq étoiles                                                                                                | [ 4 ]      |
| 13   | DAMAC Maison Dubai Mall Street           | Downtown Dubai (Opposite to Dubai Mall)          | 355                | Hôtel cinq étoiles                                                                                                | [ 10 ]     |
| 14   | DAMAC Maison Canal Views                 | Al Abraj Street, Business Bay, Dubai             | 201                | Hôtel cinq étoiles                                                                                                | [ 11 ]     |
| 15   | DAMAC Maison Cour Jardin                 | Al Abraj Street, Business Bay, Dubai             | 355                | Hôtel cinq étoiles                                                                                                | [ 12 ]     |
| 16   | DAMAC Maison The Vogue                   | Al Abraj Street, Business Bay, Dubai             | 177                | Hôtel cinq étoiles                                                                                                | [ 13 ]     |
| 17   | NAIA Breeze by DAMAC                     | Al Amaal Street, Business Bay                    | 339                | Hôtel cinq étoiles                                                                                                | [ 14 ]     |
| 18   | Desert Palm Dubai                        | Al Awir Road                                     | 26                 | |            |
| 19   | Dusit Thani Dubai                        | Sheikh Zayed Road (E11)                          | 321                | Hôtel cinq étoiles                                                                                                | [ 15 ]     |
| 20   | Habtoor Grand Resort & Spa               | Al Sufoud Road                                   | 261                | Hôtel cinq étoiles                                                                                                | [ 16 ]     |
| 21   | The Harbour Hotel & Residence            | Al Sufoud Road                                   | 232                | Hôtel cinq étoiles                                                                                                |            |
| 22   | Grand Hyatt Dubai                        | Deira Corniche                                   | 674                | Hôtel cinq étoiles                                                                                                | [ 15 ]     |
| 23   | Jumeirah Beach Hotel                     | Jumeirah                                         | 617                | |            |
| 24   | Le Meridien Hotel                        | Airport Road                                     | 383                | Hôtel cinq étoiles                                                                                                |            |
| 25   | Le Royal Meridien Beach Resort & Spa     | Al Sufouh                                        | 500                | Hôtel cinq étoiles                                                                                                |            |
| 26   | Landmark Hotel Baniyas                   | Baniyas                                          | 147                | Hôtel trois étoiles                                                                                               |            |
| 27   | Landmark Plaza Baniyas                   | Baniyas                                          | 127                | Hôtel trois étoiles                                                                                               |            |
| 28   | Landmark Grand Hotel                     | Al-Riqqa                                         | 174                | Hôtel quatre étoiles                                                                                              |            |
| 29   | Landmark Riqqa                           | Al-Riqqa                                         | 84                 | Hôtel quatre étoiles                                                                                              |            |
| 30   | Ramada Deira                             | Salah Al-Din, Deira                              | 173                | Hôtel quatre étoiles                                                                                              |            |
| 31   | Madinat Mina A'Salam                     | Jumeirah Road, Jumeirah Beach                    | 292                | |            |
| 32   | Marine Beach Resort & Spa                | Jumeirah Beach Road                              | 195                | Hôtel cinq étoiles                                                                                                | [ 4 ]      |
| 33   | Metropolitan Hotel                       | Al Maktoum Street Deira                          | 212                | Hôtel cinq étoiles                                                                                                | [ 4 ]      |
| 34   | Grand Millennium Dubai                   | Sheikh Zayed Road                                | 343                | Hôtel cinq étoiles                                                                                                | [ 4 ]      |
| 35   | Millennium Plaza Hotel                   | Sheikh Zayed Road                                | 204                | Hôtel cinq étoiles                                                                                                | [ 4 ]      |
| 36   | Radisson Blu Hotel Dubai                 | Deira                                            | 276                | Hôtel quatre étoiles                                                                                              | [ 15 ]     |
| 37   | Raffles Hotel                            | Sheikh Rashid Road                               | 246                | Hôtel cinq étoiles                                                                                                | [ 15 ]     |
| 38   | Ritz Carlton Hotel                       | Jumeirah                                         | 138                | Hôtel cinq étoiles                                                                                                | [ 15 ]     |
| 39   | Shangri-La Hotel                         | Sheikh Zayed Road                                | 302                | Hôtel cinq étoiles                                                                                                | ,          |
| 40   | Sheraton Deira Hotel                     | Al Muteena Street                                | 262                | Hôtel trois étoiles                                                                                               | [ 15 ]     |
| 41   | Sheraton Dubai Creek Hotel & Towers      | Deira                                            | 262                | Hôtel cinq étoiles                                                                                                | [ 4 ]      |
| 42   | Sheraton Jumeirah Beach Resort & Towers  | Al Sufouh Road                                   | 256                | Hôtel cinq étoiles                                                                                                | [ 4 ]      |
| 43   | Somerset Jadaf                           | Near Al Wasl hospital                            |                    | |            |
| 44   | InterContinental Dubai Festival City     | Dubai Festival City                              | 619                | | [ 18 ]     |
| 45   | Taj Palace Hotel Dubai                   | Deira, Dubai                                     | 159                | Hôtel quatre étoiles                                                                                              | [ 19 ]     |
| 46   | JW Marriott Hotel Dubai                  | Abu Baker Al Siddique Road                       | 351                | Hôtel quatre étoiles                                                                                              | ,          |
| 47   | Renaissance Hotel                        | Deira, Dubai                                     |                    | |            |
| 48   | Jumeirah Emirates Towers Hotel           | Sheikh Zayed Road                                | 400                | Hôtel cinq étoiles                                                                                                | [ 15 ]     |
| 49   | Grosvenor House West Marina Beach Dubai  | Dubai Marina                                     | 749                | Hôtel cinq étoiles                                                                                                | ,          |
| 50   | Park Hyatt Dubai                         | Al Qutaeyat Road                                 | 225                | Hôtel cinq étoiles                                                                                                | [ 15 ]     |
| 51   | Mina A' Salam Madinat Jumeirah           | Jumeirah Road                                    | 292                | Hôtel cinq étoiles                                                                                                | [ 4 ]      |
| 52   | Al Qasr at Madinat                       | Al Sufoud Road                                   | 292                | Hôtel cinq étoiles                                                                                                | [ 4 ]      |
| 53   | Kempinski Hotel Mall of the Emirates     | Sheikh Zayed Road                                | 393                | Hôtel cinq étoiles                                                                                                | [ 15 ]     |
| 54   | One & Only Arabian Court at Royal Mirage | Jumeirah Beach Road                              | 170                | |            |
| 55   | One&Only Residence & Spa at Royal Mirage | Jumeirah Beach Road                              | 451                | Hôtel cinq étoiles                                                                                                | [ 4 ]      |
| 56   | The Palace The Old Town                  | Old Town Island                                  | 242                | Hôtel cinq étoiles                                                                                                | [ 4 ]      |
| 57   | Al Murooj Rotana Dubai                   | Al Saffa St, Sheikh Zayed Road                   | 247                | Hôtel cinq étoiles                                                                                                | ,          |
| 58   | The Monarch Dubai                        | Sheikh Zayed Road                                |                    | |            |
| 59   | Metropolitan Dubai Hotel                 | Sheikh Zayed Road                                |                    | |            |
| 60   | Mina A Salam Beach Hotel Dubai           | Jumeirah Beach                                   | 292                | Hôtel cinq étoiles                                                                                                | [ 4 ]      |
| 61   | Sofitel - Dubai Jumeirah Beach           | Jumeirah, Dubai Marina, Jumeirah Beach Residence | 438                | Hôtel cinq étoiles                                                                                                | [ 4 ]      |
| 62   | The World Trade Centre Hotel Dubai       | World Trade Center Road                          |                    | |            |
| 63   | Hyatt Regency Dubai                      | Al Khaleej Road                                  | 414                | Hôtel cinq étoiles                                                                                                |            |
| 64   | Jebel Ali Hotel & Golf Resort Dubai      | Jebel Ali Free Zone                              |                    | |            |
| 65   | Le Meridien Mina Seyahi Resort Dubai     | Jumeirah Beach                                   | 211                | |            |
| 66   | Al Bustan Centre Residence Dubai         | Al Quasis Road, Deira                            | 275                | Hôtel trois étoiles                                                                                               |            |
| 67   | Beit Al Bahar Beach Villas Dubai         | Jumeirah Beach Road                              |                    | |            |
| 68   | Crowne Plaza Hotel Dubai                 | Sheikh Zayed Road                                | 568                | Hôtel quatre étoiles                                                                                              |            |
| 69   | Dubai Marine Beach Resort & Spa Dubai    | Jumeirah Beach Road                              | 195                | Hôtel cinq étoiles                                                                                                | [ 4 ]      |
| 70   | Le Meridien Residence Dubai              | Deira, Dubai                                     |                    | |            |
| 71   | Radisson Royal Hotel                     | Sheikh Zayed Road,                               | 471                | Hôtel cinq étoiles                                                                                                | [ 4 ]      |
| 72   | Coral Deira Hotel                        | Deira, Dubai                                     |                    | |            |
| 73   | Al Sondos Suites                         | Deira, Dubai                                     | 106                | Hôtel cinq étoiles (autrefois Al Sondos Suites by Le Meridien)                                                    |            |
| 74   | Samaya Hotel                             | Deira, Dubai                                     | 209                | Hôtel cinq étoiles                                                                                                | [ 4 ]      |
| 75   | Mövenpick Hotel                          | Bur Dubai                                        | 225                | |            |
| 76   | Al Murooj Rotana Hotel and Suites        | Sheikh Zayed Road                                | 247                | Hôtel cinq étoiles                                                                                                | [ 4 ]      |
| 77   | Hilton Dubai Jumeirah Resort             | Jumeirah Beach                                   | 154                | Hôtel quatre étoiles                                                                                              |            |
| 78   | Hilton Dubai Creek Hotel                 | Dubai Creek                                      | 154                | |            |
| 79   | JAL hotel tower                          | Sheikh Zayed Road                                | 487                | |            |
| 80   | Crowne Plaza Dubai Festival City         | Dubai Festival City                              | 316                | Hôtel cinq étoiles                                                                                                |            |
| 81   | Gold Swiss hotel, Dubai                  | Meena Road, Bur Dubai                            |                    | |            |
| 82   | Royal Amwaj Resort and Spa               | Palm Jumeirah                                    | 296                | Terminé en 2010, ouvert en 2013                                                                                   |            |
| 83   | Ibis Al Barsha Hotel Dubai               | Sheikh Zayed Road                                | 480                | Hôtel trois étoiles                                                                                               |            |
| 84   | Arabian Park Hotel                       | Al Wasl District                                 |                    | Hôtel trois étoiles                                                                                               | ,          |
| 85   | Ottoman Palace Hotel and resort          | Palm Jumeirah                                    | 448                | Hôtel cinq étoiles                                                                                                |            |
| 86   | Dhow Palace (Dubai)                      | Mankhool Road, Bur Dubai                         | 252                | Hôtel quatre étoiles                                                                                              |            |
| 87   | Majestic Hotel (Dubai)                   | Bur Dubai                                        |                    | Hôtel quatre étoiles                                                                                              | [ 26 ]     |
| 88   | Cassells Al Barsha Hotel                 | Al Barsha                                        |                    | |            |
| 89   | JW Marriott Marquis Dubai Tower 1        | Business Bay                                     | 804                | Hôtel cinq étoiles                                                                                                | [ 27 ]     |
| 90   | JW Marriott Marquis Dubai Tower 2        | Business Bay                                     | 804                | Hôtel cinq étoiles                                                                                                | [ 27 ]     |
| 91   | Holiday Inn Dubai Al Barsha              | Sheikh Zayed Road                                | 310                | Hôtel quatre étoiles                                                                                              | [ 28 ]     |
| 92   | Armani Hotel Dubai                       | Downtown Dubai                                   | 160                | Hôtel cinq étoiles                                                                                                |            |
| 93   | The Fairmont Palm Hotel & Resort         | Palm Jumeirah                                    | 381                | Hôtel cinq étoiles                                                                                                | [ 29 ]     |
| 94   | Four Seasons Resort Dubai                | Jumeirah Beach                                   | 237                | Hôtel cinq étoiles                                                                                                | ,          |
| 95   | Marco Polo                               | Al Muttena Street                                | 127                | Hôtel quatre étoiles                                                                                              |            |
| 96   | Waldorf Astoria Dubai Palm Jumeirah      | Palm Jumeirah                                    | 320                | Hôtel cinq étoiles                                                                                                | [ 32 ]     |
| 97   | Coral Boutique Hotel                     | Sheikh Zayed Road (E11)                          | 120                | | [ 33 ]     |
| 98   | Sofitel Dubai The Palm Resort & Spa      | Palm Jumeirah                                    | 543                | Hôtel cinq étoiles                                                                                                | [ 34 ]     |
| 99   | Rove Dubai Marina Hotel                  | Dubai Marina                                     | 384                | Hôtel trois étoiles                                                                                               |            |

## Liste des hôtels en cours de construction
Liste des hôtels en construction, en attente ou des propositions d'hôtels à Dubaï : 